# 相鉄文化会館
相鉄文化会館は、神奈川県横浜市泉区緑園にある相鉄ホールディングスの文化施設。
1950年代から1960年代には、同名の商業ビルが横浜駅西口に存在していた。

## 概要

### 初代
横浜駅西口は戦後すぐまで資材置き場として使われていた荒れ地であったが、相模鉄道（現：相鉄ホールディングス）が取得して相鉄不動産（初代）により1950年代半ばから横浜駅西口開発計画が開始された。これにより相鉄横浜駅の横にアーケード商店街形式の横浜駅名品街と、高島屋ストア（現：髙島屋横浜店）が開業し、成功を収めた。そこでさらに集客を高めるべく相鉄興業（現：相鉄ローゼン）により、横浜駅名品街の奥の横浜市西区南幸町一丁目7（現：南幸一丁目7）に1957年（昭和32年）に商業ビル 相鉄文化会館が建設され、9月21日に開業した。
主なテナントは、お好み食品街、映画館（のちのムービル）、横浜産経学園、横浜精養軒（相鉄お好み食堂・結婚式場・宴会場）。地下には映画館のほかに寄席相鉄演芸場が設置され、駅に近い演芸場としても好評であった。
ただ相鉄文化会館の経営は振るわず、テコ入れのために1961年（昭和36年）10月25日に横浜髙島屋5階と相鉄文化会館屋上をつなぐオーバーブリッジを建設した。
しかし相鉄ジョイナスの建設に伴う取り壊しのため、1970年2月28日に全館閉鎖。

### 2代目

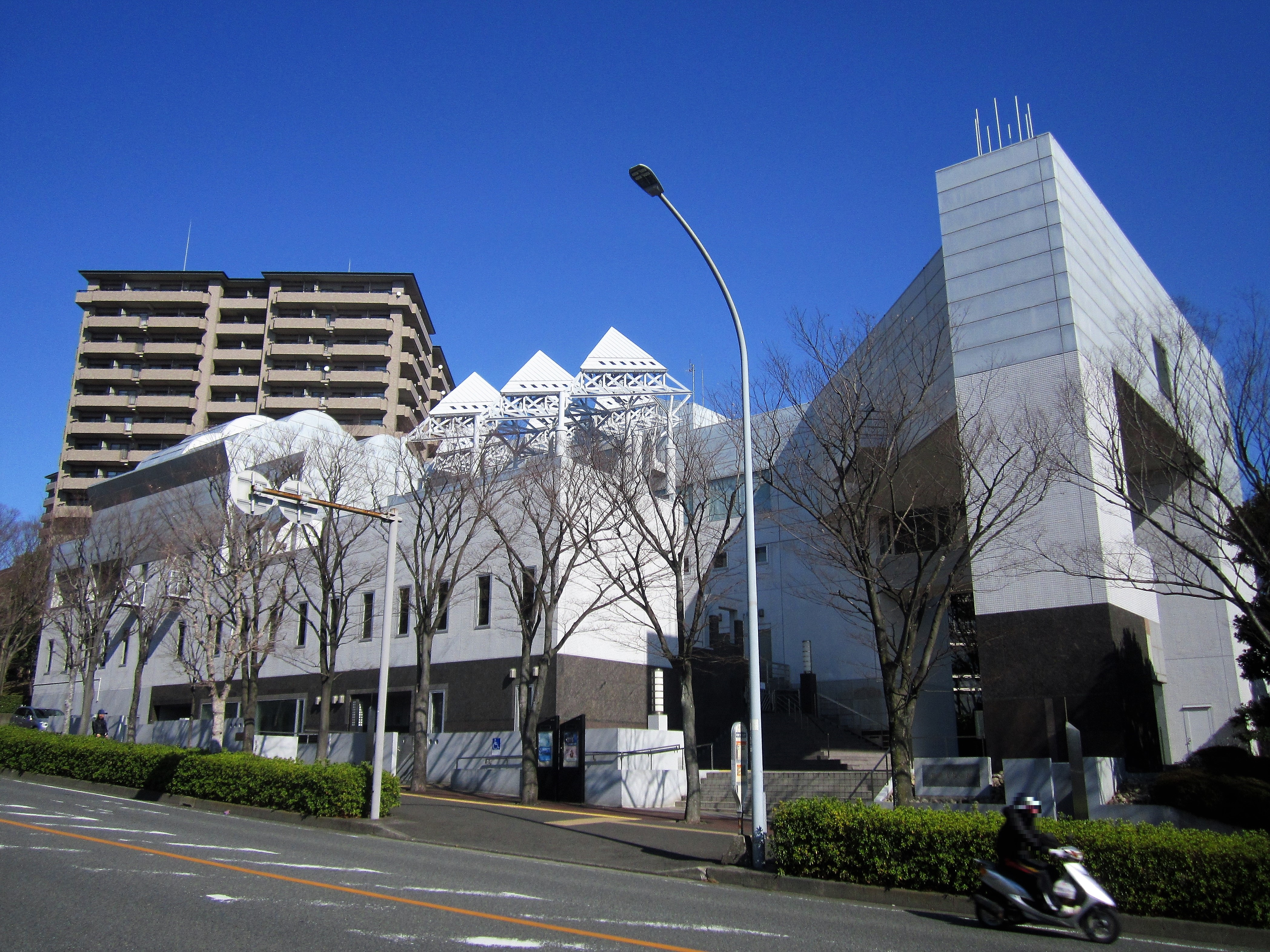
2代目相鉄文化会館

相模鉄道創立70周年記念事業として、1990年2月1日に横浜市泉区緑園4丁目3-28に開館。相鉄グループの社員研修施設、相模鉄道緑園都市教習所、相鉄グループの企業の事務所、映像収録用のスタジオ、相鉄ギャラリーが入居。しかし老朽化のため、相鉄ギャラリーは2014年3月30日に閉館した。
建物の設計は、原広司＋アトリエ・ファイ。鉄骨鉄筋コンクリート造、地上4階・地下1階、敷地面積2,000㎡、延床面積3,804㎡。